# 삼성 갤럭시 와이드2
삼성 갤럭시 와이드2 (삼성 갤럭시 J7 V)는 2017년 삼성전자에서 공개된 보급형 스마트폰이다.

## 같이 보기
- 삼성 갤럭시 와이드
- 삼성 갤럭시 와이드3
- 삼성 갤럭시 와이드4
- 삼성 갤럭시 와이드5